# جبل العرير الأعلى (حارة)

تعديل مصدري - تعديل

جبل العرير الأعلى إحدى حارات مدينة القاعدة بمحافظة إب، بلغ تعداد سكانها 1330 نسمة حسب تعداد اليمن لعام 2004.